# Reinier Snoy
Reinier Snoy, ook wel Renerus Snoyus (Gouda, ca. 1477 - ?, 1 augustus 1537) was een Nederlands medicus, historicus en theoloog.
Snoy werd rond 1477 in Gouda geboren. In 1496 schreef hij zich als student in in Leuven. In Bologna werd hij meester in de vrije kunsten en promoveerde hij in de medicijnen. Terug in zijn vaderland werd hij de lijfarts van Adolf van Bourgondië Heer van Beveren en Veere. Hij vestigde zich uiterlijk in 1506 weer in zijn geboortestad Gouda. Hij kocht er een huis aan de Lange Groenendaal. Hij was lid van de Goudse vroedschap en vervulde bestuurlijke functies als schepen en tresorier in deze stad. Ook fungeerde hij als stadsarts en als lijfarts van de regulieren van Stein.
In 1513 ging hij als gezant van Karel V naar Jacobus IV van Schotland en in 1523 naar Christiaan II van Denemarken. Snoy behoorde tot de kringen rond Erasmus; er is in het brievencorpus van Allen één brief bewaard gebleven van Snoy aan Erasmus over zijn geschiedwerk. Tevens gaf Snoy in 1513 een Silva carminum van Erasmus uit. Snoy stond ook in contact met Cornelius Aurelius, die zijn Latijnse brieftraktaten over Batavië aan hem adresseerde. Snoy overleed in 1537.
Behalve het genoemde geschiedwerk schreef Snoy ook religieus getinte werken. Hoewel zijn opvattingen overeenkomsten vertoonden met die van Maarten Luther, publiceerde hij het tegen Luther gerichte pamflet "Antilutherus. Dialogus super doctrina Lutherana de fide et operibus". Van Snoys religieuze werken was zijn psalmparafrase (Psalterium Davidicum paraphrasibus brevibus illustratum, 1535) zeer populair.

## De rebus Batavicis
Tegenwoordig is het bekendste werk van Snoy zijn geschiedwerk De rebus Batavicis ('Over de Bataafse geschiedenis'). Het gaat om een geschiedenis van Holland die begint in de Bataafse oudheid en doorloopt tot de verkiezing van Karel V als keizer in 1519 en men neemt aan dat de tekst rond die tijd is afgerond. Het werk werd eerst in 1620 gepubliceerd samen met een aantal andere katholiek getinte en ongepubliceerde geschiedwerken (Johannes a Leydis, Aegidius a Roya). De rebus Batavicis is ingedeeld in 13 boeken, die uiteenvallen in drie delen met elk hun eigen voorwoord: oudheid en vroege middeleeuwen (tot het jaar 863), graaf Dirk I tot en met Karel de Stoute (tot het jaar 1477), keizer Maximiliaan I en keizer Karel V (tot het jaar 1516).

## Secundaire literatuur
- Goudriaan, K. (2004) ‘The Gouda Circle of Humanists’, in: id., Moolenbroek, J.J. van, Tervoort, A.L. (edd.), Education and Learning in the Low Countries 1400-1600. Studies in Honour of Hilde de Ridder-Symoens (Brill’s Studies in Intellectual History 123), Brill (Leiden), 155-78.
- Hemptinne, S. de (1988) "Uitgave, vertaling en studie van Reynerus Snoy Goudanus (ca. 1477-1537) De rebus Batavicis Libri XIII, boek II", Leuven, licentiaatsthese.
- Hemptinne, S. de (1989) ‘Annius de Viterbe comme source dans le “De rebus Batavicis” de Renier Snoy’, in: Humanistica Lovaniensia 38, pp. 110-23.
- Leijenhorst, C.G. van (1987) ‘Reyner Snoy’, in: Bietenholz, P.G., Deutscher, Th.B. (edd.) Contemporaries of Erasmus. A Biographical Register of the Renaissance and Reformation, University of Toronto Press (Toronto), vol. 3, pp. 261-2.
- Houtzager, H.L. (1984) "Reinier Snoy, medicus en humanist in de schaduw van Erasmus" in: Nederlandse Historiën 18, 13-15.
- Graaf, B. de, Graaf, M.E. de (1968) Doctor Reinerus Snoygoudanus, Gouda ca. 1477 - 1st august 1537 (Bibliographies of Dutch Humanists 2), De Graaf (Nieuwkoop).
- Aa, A.J. van der (1852-1878) Biographisch woordenboek der Nederlanden, bevattende levensbeschrijvingen van zoodanige personen, die zich op eenigerlei wijze in ons vaderland hebben vermaard gemaakt, 21 vols., Van Brederode (Haarlem), vol. 18, p. 814-6.
- Maas, Coen (2008) Het gezicht van de geschiedschrijver: Historische persona bij Reinier Snoy en Hadrianus Barlandus. Nieuwsbrief nr 21. Universiteit Leiden.